# Division IB du Championnat du monde junior de hockey sur glace 2016
Le tournoi de la Division IB du Championnat du monde junior de hockey sur glace 2016 se déroule au Palais des sports de Megève (France), du 12 au 18 décembre 2015.
| \| Localisation de Megève en France. \| Localisation de Megève en France. |
| Localisation de Megève en France.                                         |

## Format de la compétition

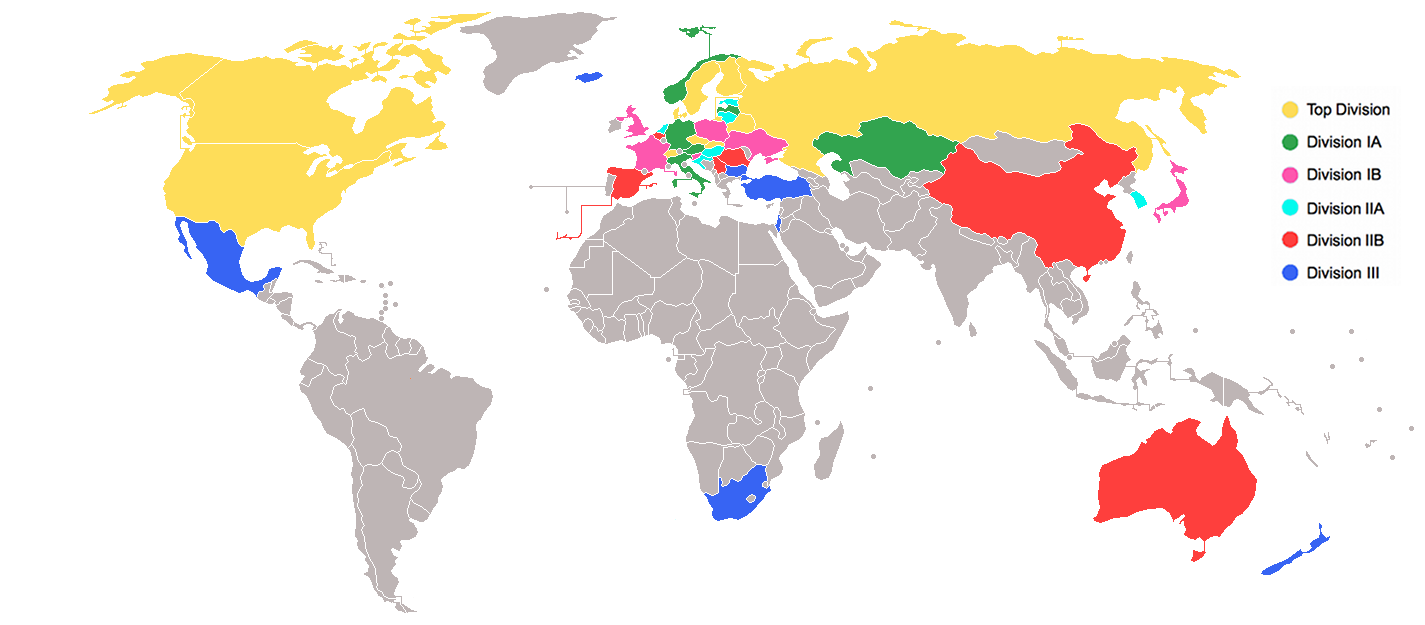
Pays participant au Championnat du monde junior de hockey sur glace 2016.

Le Championnat du monde junior de hockey sur glace est un ensemble de plusieurs tournois regroupant les nations en fonction de leur niveau. Les meilleures équipes disputent le titre dans la Division Élite.
Les 10 équipes de la Division Élite sont scindées en deux poules de 5 où elles disputent un tour préliminaire. Les 4 meilleures sont qualifiées pour les quarts de finale. Les derniers de chaque poule s'affrontent dans un tour de relégation, au meilleur des 3 matches. Le perdant est relégué en Division I A.
Pour les autres divisions qui comptent 6 équipes (sauf la Division III qui en compte 7), les équipes s’affrontent entre elles et, à l'issue de cette compétition, le premier est promu dans la division supérieure et le dernier est relégué dans la division inférieure.
Lors des phases de poule, les points sont attribués ainsi :
- victoire : 3 points ;
- victoire en prolongation ou aux tirs de fusillade : 2 points ;
- défaite en prolongation ou aux tirs de fusillade : 1 point ;
- défaite : 0 point.

## Résultats
| 12 décembre 2015 | Grande-Bretagne | 3-2 (pr) (0-0, 0-1, 2-1, 1-0) | Slovénie | Palais des sports de Megève 206 spectateurs |

| Feuille de match | Feuille de match | Feuille de match    | Feuille de match                                                       | Feuille de match                                                         |
| ---------------- | --- | ------------------- | ---------------------------------------------------------------------- | ------------------------------------------------------------------------ |
|                  | - Heywood (Billing) — 43 min 43 s (SN) Griffiths (Heywood, Bonner) — 44 min 56 s - Hook (Buglass, Stead) — 60 min 37 s | 0-1 1-1 2-1 2-2 3-2 | Orehek (Macuh) — 26 min 53 s - Tarman (Unuk, Jezovšek) — 50 min 30 s - | Arbitrage : Juris Balodis Juges de lignes : Thomas Caillot Jiří Ondráček |
| Jordan Hedley    | Gardiens | Mark Vlahovič       |                                                                        | Arbitrage : Juris Balodis Juges de lignes : Thomas Caillot Jiří Ondráček |
| 2 min            | Pénalités | 10 min              |                                                                        | Arbitrage : Juris Balodis Juges de lignes : Thomas Caillot Jiří Ondráček |
| 34               | Tirs | 35                  |                                                                        | Arbitrage : Juris Balodis Juges de lignes : Thomas Caillot Jiří Ondráček |

| 12 décembre 2015 | France | 3-2 (pr) (1-0, 1-2, 0-0, 1-0) | Ukraine | Palais des sports de Megève 700 spectateurs |

| Feuille de match | Feuille de match | Feuille de match    | Feuille de match                                                                               | Feuille de match                                                                   |
| ---------------- | --- | ------------------- | ---------------------------------------------------------------------------------------------- | ---------------------------------------------------------------------------------- |
|                  | Maïa (Leclerc) — 19 min 49 s - Colotti (Thiry, Chapelier) — 38 min 5 s (IN) Colotti (Gallet, Maïa) — 64 min 36 s (SN) | 1-0 1-1 1-2 2-2 3-2 | - Mazour (Aleksandrov, Timtchenko) — 32 min 46 s Radetski (Svichtchev, Vorona) — 33 min 17 s - | Arbitrage : Kristijan Nikolic Juges de lignes : Vladimir Efremov Michael Tscherrig |
| Quentin Papillon | Gardiens | Bogdan Diatchenko   |                                                                                                | Arbitrage : Kristijan Nikolic Juges de lignes : Vladimir Efremov Michael Tscherrig |
| 43 min           | Pénalités | 8 min               |                                                                                                | Arbitrage : Kristijan Nikolic Juges de lignes : Vladimir Efremov Michael Tscherrig |
| 44               | Tirs | 22                  |                                                                                                | Arbitrage : Kristijan Nikolic Juges de lignes : Vladimir Efremov Michael Tscherrig |

| 13 décembre 2015 | Pologne | 9-3 (3-0, 3-1, 3-2) | Grande-Bretagne | Palais des sports de Megève 128 spectateurs |

| Feuille de match | Feuille de match | Feuille de match                                          | Feuille de match | Feuille de match                                                         |
| ---------------- | --- | --------------------------------------------------------- | --- | ------------------------------------------------------------------------ |
|                  | Sikora — 1 min 15 s Lorek (Horzelski, Paszek) — 15 min 48 s Krzemień (Jeziorski, Jaśkiewicz) — 19 min 35 s (SN) Horzelski (Paszek, Sikora) — 27 min 24 s (SN) Wróbel (Gościński, Skrodziuk) — 28 min 10 s Gościński (Falkenhagen) — 30 min 51 s - Jaworski (Krzemień) — 40 min 10 s Wróbel (Lorek) — 40 min 28 s - Paszek (Horzelski, Sikora) — 52 min 53 s | 1-0 2-0 3-0 4-0 5-0 6-0 6-1 7-1 8-1 8-2 8-3 9-3           | - Antonov (Betteridge, Buglass) — 32 min 34 s (SN) - Forbes (Antonov) — 44 min 32 s (SN) Forbes (Antonov, Betteridge) — 48 min 4 s (2 SN) - | Arbitrage : Ramon Sterkens Juges de lignes : Yann Furet Viesturs Levalds |
| Michał Czernik   | Gardiens | Jordan Hedley (30 min 51 s) Ben Churchfield (29 min 09 s) | | Arbitrage : Ramon Sterkens Juges de lignes : Yann Furet Viesturs Levalds |
| 16 min           | Pénalités | 14 min                                                    | | Arbitrage : Ramon Sterkens Juges de lignes : Yann Furet Viesturs Levalds |
| 54               | Tirs | 28                                                        | | Arbitrage : Ramon Sterkens Juges de lignes : Yann Furet Viesturs Levalds |

| 13 décembre 2015 | Slovénie | 1-4 (0-1, 0-1, 1-2) | France | Palais des sports de Megève 1 030 spectateurs |

| Feuille de match | Feuille de match                  | Feuille de match    | Feuille de match | Feuille de match                                                        |
| ---------------- | --------------------------------- | ------------------- | --- | ----------------------------------------------------------------------- |
|                  | - Jezovšek (Čepon) — 43 min 8 s - | 0-1 0-2 1-2 1-3 1-4 | Leclerc (Maïa, Gallet) — 6 min 12 s Gallet (Leclerc, Maïa) — 34 min 6 s (SN) - Addamo (Colotti) — 44 min 4 s Colomban (Colotti) — 59 min 22 s (CV) | Arbitrage : Robert Hallin Juges de lignes : Marcus Hoefer Jiří Ondráček |
| Mark Vlahovič    | Gardiens                          | Raphaël Garnier     | | Arbitrage : Robert Hallin Juges de lignes : Marcus Hoefer Jiří Ondráček |
| 16 min           | Pénalités                         | 35 min              | | Arbitrage : Robert Hallin Juges de lignes : Marcus Hoefer Jiří Ondráček |
| 23               | Tirs                              | 31                  | | Arbitrage : Robert Hallin Juges de lignes : Marcus Hoefer Jiří Ondráček |

| 15 décembre 2015 | Ukraine | 0-1 (pr) (0-0, 0-0, 0-0, 0-1) | Pologne | Palais des sports de Megève 180 spectateurs |

| Feuille de match  | Feuille de match | Feuille de match | Feuille de match                  | Feuille de match                                                          |
| ----------------- | ---------------- | ---------------- | --------------------------------- | ------------------------------------------------------------------------- |
|                   | -                | 0-1              | Jaśkiewicz (Sikora) — 64 min 21 s | Arbitrage : Kristijan Nikolic Juges de lignes : Thomas Caillot Yann Furet |
| Bogdan Diatchenko | Gardiens         | Michał Czernik   |                                   | Arbitrage : Kristijan Nikolic Juges de lignes : Thomas Caillot Yann Furet |
| 10 min            | Pénalités        | 6 min            |                                   | Arbitrage : Kristijan Nikolic Juges de lignes : Thomas Caillot Yann Furet |
| 19                | Tirs             | 55               |                                   | Arbitrage : Kristijan Nikolic Juges de lignes : Thomas Caillot Yann Furet |

| 15 décembre 2015 | Grande-Bretagne | 4-3 (1-2, 1-1, 2-0) | France | Palais des sports de Megève 1 138 spectateurs |

| Feuille de match | Feuille de match | Feuille de match              | Feuille de match                                                                                      | Feuille de match                                                           |
| ---------------- | --- | ----------------------------- | --- | -------------------------------------------------------------------------- |
|                  | - Johnson (McGiffin, Heywood) — 17 min 18 s Hook (King) — 22 min 22 s - Heywood (Betteridge) — 46 min 52 s (SN) Betteridge (Hook) — 59 min 29 s (SN) | 0-1 0-2 1-2 2-2 2-3 3-3 4-3   | Leclerc (Ville) — 37 s Maïa (Gallet, Ville) — 4 min 58 s (2 SN) - Maïa (Leclerc) — 33 min 34 s (IN) - | Arbitrage : Juris Balodis Juges de lignes : Vladimir Efremov Marcus Hoefer |
| Ben Churchfield  | Gardiens | Raphaël Garnier (59 min 29 s) | | Arbitrage : Juris Balodis Juges de lignes : Vladimir Efremov Marcus Hoefer |
| 20 min           | Pénalités | 51 min                        | | Arbitrage : Juris Balodis Juges de lignes : Vladimir Efremov Marcus Hoefer |
| 19               | Tirs | 40                            | | Arbitrage : Juris Balodis Juges de lignes : Vladimir Efremov Marcus Hoefer |

| 16 décembre 2015 | Ukraine | 2-3 (1-0, 0-1, 1-2) | Grande-Bretagne | Palais des sports de Megève 126 spectateurs |

| Feuille de match                | Feuille de match                                                                               | Feuille de match    | Feuille de match                                                                                          | Feuille de match                                                         |
| ------------------------------- | ---------------------------------------------------------------------------------------------- | ------------------- | --- | ------------------------------------------------------------------------ |
|                                 | Vorona (Andreïkiv, Radetski) — 14 min 3 s (SN) - Radetski (Moul, Andreïkiv) — 54 min 20 s (SN) | 1-0 1-1 1-2 1-3 2-3 | - Stratford (Glossop) — 34 min 40 s Speirs (Buglass, Stead) — 43 min 15 s Heywood (Stead) — 49 min 50 s - | Arbitrage : Robert Hallin Juges de lignes : Thomas Caillot Jiří Ondráček |
| Bogdan Diatchenko (58 min 19 s) | Gardiens                                                                                       | Ben Churchfield     | | Arbitrage : Robert Hallin Juges de lignes : Thomas Caillot Jiří Ondráček |
| 2 min                           | Pénalités                                                                                      | 12 min              | | Arbitrage : Robert Hallin Juges de lignes : Thomas Caillot Jiří Ondráček |
| 36                              | Tirs                                                                                           | 22                  | | Arbitrage : Robert Hallin Juges de lignes : Thomas Caillot Jiří Ondráček |

| 16 décembre 2015 | Pologne | 3-0 (0-0, 2-0, 1-0) | Slovénie | Palais des sports de Megève 185 spectateurs |

| Feuille de match | Feuille de match | Feuille de match            | Feuille de match | Feuille de match                                                                |
| ---------------- | --- | --------------------------- | ---------------- | ------------------------------------------------------------------------------- |
|                  | Sikora (Horzelski, Paszek) — 22 min 34 s Skrodziuk (Michałowski, Matusik) — 23 min 10 s Horzelski (Sikora) — 41 min 58 s (SN) | 1-0 2-0 3-0                 | -                | Arbitrage : Ramon Sterkens Juges de lignes : Viesturs Levalds Michael Tscherrig |
| Michał Czernik   | Gardiens | Mark Vlahovič (59 min 13 s) |                  | Arbitrage : Ramon Sterkens Juges de lignes : Viesturs Levalds Michael Tscherrig |
| 6 min            | Pénalités | 20 min                      |                  | Arbitrage : Ramon Sterkens Juges de lignes : Viesturs Levalds Michael Tscherrig |
| 30               | Tirs | 24                          |                  | Arbitrage : Ramon Sterkens Juges de lignes : Viesturs Levalds Michael Tscherrig |

| 18 décembre 2015 | Slovénie | 3-5 (0-1, 1-3, 2-1) | Ukraine | Palais des sports de Megève 103 spectateurs |

| Feuille de match | Feuille de match | Feuille de match                | Feuille de match | Feuille de match                                                         |
| ---------------- | --- | ------------------------------- | --- | ------------------------------------------------------------------------ |
|                  | - Avsenek (Šubic) — 31 min 11 s - Mercina (Simšič, Jeklič) — 54 min 13 s (SN) Jeklič (Simšič, Mercina) — 56 min 51 s (SN) | 0-1 0-2 0-3 1-3 1-4 1-5 2-5 3-5 | Timtchenko (Mazour, Grygoryev) — 5 min 12 s (SN) Vorona — 24 min 46 s (TP) Radetski (Vorona, Andreïkiv) — 29 min 11 s (SN) - Vorona (Mazour, Svichtchev) — 33 min 2 s Radetski (Svichtchev, Vorona) — 40 min 26 s (SN) - | Arbitrage : Ramon Sterkens Juges de lignes : Vladimir Efremov Yann Furet |
| Urban Avsenik    | Gardiens | Bogdan Diatchenko               | | Arbitrage : Ramon Sterkens Juges de lignes : Vladimir Efremov Yann Furet |
| 12 min           | Pénalités | 37 min                          | | Arbitrage : Ramon Sterkens Juges de lignes : Vladimir Efremov Yann Furet |
| 28               | Tirs | 24                              | | Arbitrage : Ramon Sterkens Juges de lignes : Vladimir Efremov Yann Furet |

| 18 décembre 2015 | Pologne | 2-7 (0-1, 1-3, 1-3) | France | Palais des sports de Megève 1 789 spectateurs |

| Feuille de match             | Feuille de match                                                                              | Feuille de match                    | Feuille de match | Feuille de match                                                                |
| ---------------------------- | --------------------------------------------------------------------------------------------- | ----------------------------------- | --- | ------------------------------------------------------------------------------- |
|                              | - Jaworski (Jaśkiewicz, Sikora) — 26 min 17 s (SN) - Wróbel (Naparło, Skokan) — 50 min 21 s - | 0-1 0-2 1-2 1-3 1-4 1-5 2-5 2-6 2-7 | Colotti (Chapelier, Guillaume) — 15 min 42 s (SN) Maïa — 25 min 36 s - Ville (Maïa) — 28 min 32 s Coulaud (Colomban, Thiry) — 38 min 44 s Maïa (Coulaud, Ville) — 45 min 52 s (SN) - Guillaume (Colotti) — 51 min 18 s Maïa (Ville, Leclerc) — 59 min 25 s | Arbitrage : Kristijan Nikolic Juges de lignes : Marcus Hoefer Michael Tscherrig |
| Michał Czernik (59 min 43 s) | Gardiens                                                                                      | Quentin Papillon                    | | Arbitrage : Kristijan Nikolic Juges de lignes : Marcus Hoefer Michael Tscherrig |
| 12 min                       | Pénalités                                                                                     | 14 min                              | | Arbitrage : Kristijan Nikolic Juges de lignes : Marcus Hoefer Michael Tscherrig |
| 31                           | Tirs                                                                                          | 45                                  | | Arbitrage : Kristijan Nikolic Juges de lignes : Marcus Hoefer Michael Tscherrig |

## Classement final
| Clt   | Équipe              | PJ | V | VP | D | DP | BP | BC | Diff | Pts |
| ----- | ------------------- | -- | - | -- | - | -- | -- | -- | ---- | --- |
| +001, | France              | 4  | 2 | 1  | 1 | 0  | 17 | 9  | +8   | 8   |
| +002, | Pologne             | 4  | 2 | 1  | 1 | 0  | 15 | 10 | +5   | 8   |
| +003, | Grande-Bretagne (P) | 4  | 2 | 1  | 1 | 0  | 13 | 16 | -3   | 8   |
| +004, | Ukraine             | 4  | 1 | 0  | 1 | 2  | 9  | 10 | -1   | 5   |
| +005, | Slovénie (R)        | 4  | 0 | 0  | 3 | 1  | 6  | 15 | -9   | 1   |
| +006, | Japon               | 0  | 0 | 0  | 0 | 0  | 0  | 0  | 0    | 0   |

- Promu en Division IA en 2017
- Relégué en Division IIA en 2017

## Récompenses individuelles
| Rang | Joueur            | Pays            | PJ | B | A | Pts | +/− | Pun |
| ---- | ----------------- | --------------- | -- | - | - | --- | --- | --- |
| 1    | Bastien Maïa      | France          | 4  | 6 | 5 | 11  | +4  | 10  |
| 2    | Fabien Colotti    | France          | 4  | 3 | 3 | 6   | +4  | 4   |
| 3    | Oleksi Vorona     | Ukraine         | 4  | 3 | 3 | 6   | +0  | 0   |
| 4    | Kamil Sikora      | Pologne         | 4  | 2 | 4 | 6   | +5  | 4   |
| 5    | Guillaume Leclerc | France          | 4  | 1 | 5 | 6   | +4  | 2   |
| 6    | Ivan Radetski     | Ukraine         | 4  | 4 | 1 | 5   | +0  | 0   |
| 7    | Macaulay Heywood  | Grande-Bretagne | 4  | 3 | 2 | 5   | -2  | 4   |
| 8    | Gabin Ville       | France          | 3  | 2 | 3 | 5   | +4  | 29  |
| 9    | Marcin Horzelski  | Pologne         | 4  | 2 | 3 | 5   | +4  | 4   |
| 10   | Oliver Betteridge | Grande-Bretagne | 4  | 1 | 3 | 4   | -2  | 0   |

| Rang | Joueur            | Pays            | Min          | BC | Moy  | %Arr  | Bl |
| ---- | ----------------- | --------------- | ------------ | -- | ---- | ----- | -- |
| 1    | Bogdan Diatchenko | Ukraine         | 247 min 16 s | 10 | 2,43 | 93,29 | 0  |
| 2    | Quentin Papillon  | France          | 124 min 36 s | 4  | 1,93 | 92,45 | 0  |
| 3    | Ben Churchfield   | Grande-Bretagne | 149 min 9 s  | 8  | 3,22 | 92,16 | 0  |
| 4    | Michał Czernik    | Pologne         | 244 min 4 s  | 10 | 2,46 | 91,38 | 2  |
| 5    | Mark Vlahovič     | Slovénie        | 178 min 44 s | 9  | 3,02 | 90,43 | 0  |

Nota : seuls sont classés les gardiens ayant joué au minimum 40 % du temps de jeu de leur équipe.